# Manifesto di Porto Alegre
Il Manifesto di Porto Alegre è una proposta di cambiamento sociale prodotto al Forum sociale mondiale del 2005. Descrive " dodici proposte che, [i relativi autori] credono, insieme, diano senso di elasticità e senso alla costruzione di un mondo altro, differente". Gli autori sostengono che "se fossero realizzati, permetterebbero che i cittadini richiedano indietro il loro proprio futuro. Quindi vogliamo presentare questi punti fondamentali all'esame accurato degli attori e dei movimenti sociali di tutti i paesi." Queste proposte sono divise nelle misure economiche, pace e giustizia e democrazia.

## Lista delle dodici proposizioni

### Misure economiche
1. Annullamento del debito per i paesi del sud.
2. Realizzazione della tassa internazionale sulle operazioni finanziarie, cioè la cosiddetta Tobin tax.
3. Smantellamento di tutti i paradisi fiscali e isolette offshore (descritte come " paradisi").
4. Diritto universale all'occupazione, protezione sociale e alla pensione.
5. Promozione del commercio equo e solidale e rifiuto di tutti gli accordi di libero scambio e delle leggi dell'Organizzazione Mondiale del Commercio, dando risalto all'importanza della formazione, della salute, dei servizi sociali e dei diritti culturali sopra al diritto commerciale.
6. Garanzia di sicurezza alimentare a tutti i paesi promuovendo un'agricoltura rurale, contadina.
7. Proibizione del brevetto di conoscenza sulle cose viventi e la privatizzazione di " beni comuni per umanità ", per esempio l'acqua.

### Pace e giustizia
- Usare l'ordine pubblico per combattere ogni forma di discriminazione, discriminazione sessuale, xenofobia, antisemitismo e razzismo e per riconoscere completamente i diritti politici, culturali ed economici della gente indigena.
- Intraprendere le azioni per arrestare la distruzione dell'ambiente e l'effetto serra usando un'alternativa agli attuali modelli di sviluppo.
- Smantellare tutte le basi militari all'estero e la rendere immediata la rimozione delle truppe da tutti i paesi tranne quelle nell'ambito del mandato esplicito del Nazioni Unite.

### Democrazia
- Si garantisca il diritto all'informazioni e il diritto ad informare con una legislazione che concluda la concentrazione di proprietà dei mezzi di comunicazione di massa nelle mani di una sola o poche persone, per garantire l'autonomia dei giornalisti e il favore di mezzi alternativi.
- Si riformino le istituzioni internazionali basate sulla dichiarazione universale dei diritti dell'uomo e s'incorporino la banca Mondiale, il Fondo monetario internazionale e l'OMC nelle Nazioni Unite.

## Firmatari
Le firme del manifesto (cosiddetto "Gruppo dei Diciannove") sono di Aminata Traoré, Adolfo Pérez Esquivel, Eduardo Galeano, José Saramago, François Houtart, Boaventura de Sousa Santos, Armand Mattelart, Roberto Savio, Riccardo Petrella, Ignazio Ramonet, Bernard Cassen, Samir Amin, Atilio Boron, Samuel Ruiz García, Tariq Ali, Frei Betto, Emir Sader, Walden Bello e Immanuel Wallerstein.